# Edgar Godin
Edgar Godin (* 31. Mai 1911 in Neguac, New Brunswick; † 6. April 1985) war ein kanadischer Geistlicher und römisch-katholischer Bischof von Bathurst.

## Leben
Edgar Godin besuchte das Collège Sacré-Cœur in Bathurst. Ab 1935 studierte er Philosophie und Katholische Theologie am Priesterseminar in Halifax. Am 15. Juni 1941 empfing Godin durch den Bischof von Bathurst, Patrice Alexandre Chiasson CIM, das Sakrament der Priesterweihe.
Godin war von 1942 bis 1946 zunächst als Direktor des diözesanen Exerzitienhauses in Bathurst tätig. Nach weiterführenden Studien an der Universität Laval und an der Päpstlichen Universität Gregoriana in Rom erwarb er 1947 ein Lizenziat im Fach Kanonisches Recht. Anschließend war Edgar Godin Vize-Diözesankanzler des Bistums Bathurst, bevor er 1951 Generalvikar und Diözesankanzler wurde. Ferner gehörte er der Catholic Hospital Association of Canada an, deren Präsident er von 1967 bis 1969 war.
Am 9. Juni 1969 ernannte ihn Papst Paul VI. zum Bischof von Bathurst. Der Apostolische Pro-Nuntius in Kanada, Erzbischof Emanuele Clarizio, spendete ihm am 25. Juli desselben Jahres in der Kathedrale Sacré-Coeur in Bathurst die Bischofsweihe; Mitkonsekratoren waren der Erzbischof von Moncton, Norbert Robichaud, und der emeritierte Bischof von Bathurst, Camille-André LeBlanc.
1970 verlieh ihm die St. Thomas University in Fredericton die Ehrendoktorwürde.

## Schriften
- Monseigneur Thomas Cooke, Missionnaire de la Baie des Chaleurs (1817–1823). Impr. Leclerc, Bathurst 1953.
- Edgar Godin, Camille-André LeBlanc: Commentaire du code de morale pour les hôpitaux. Wilson et Lafleur, Montreal 1957.